# Моравичское викариатство

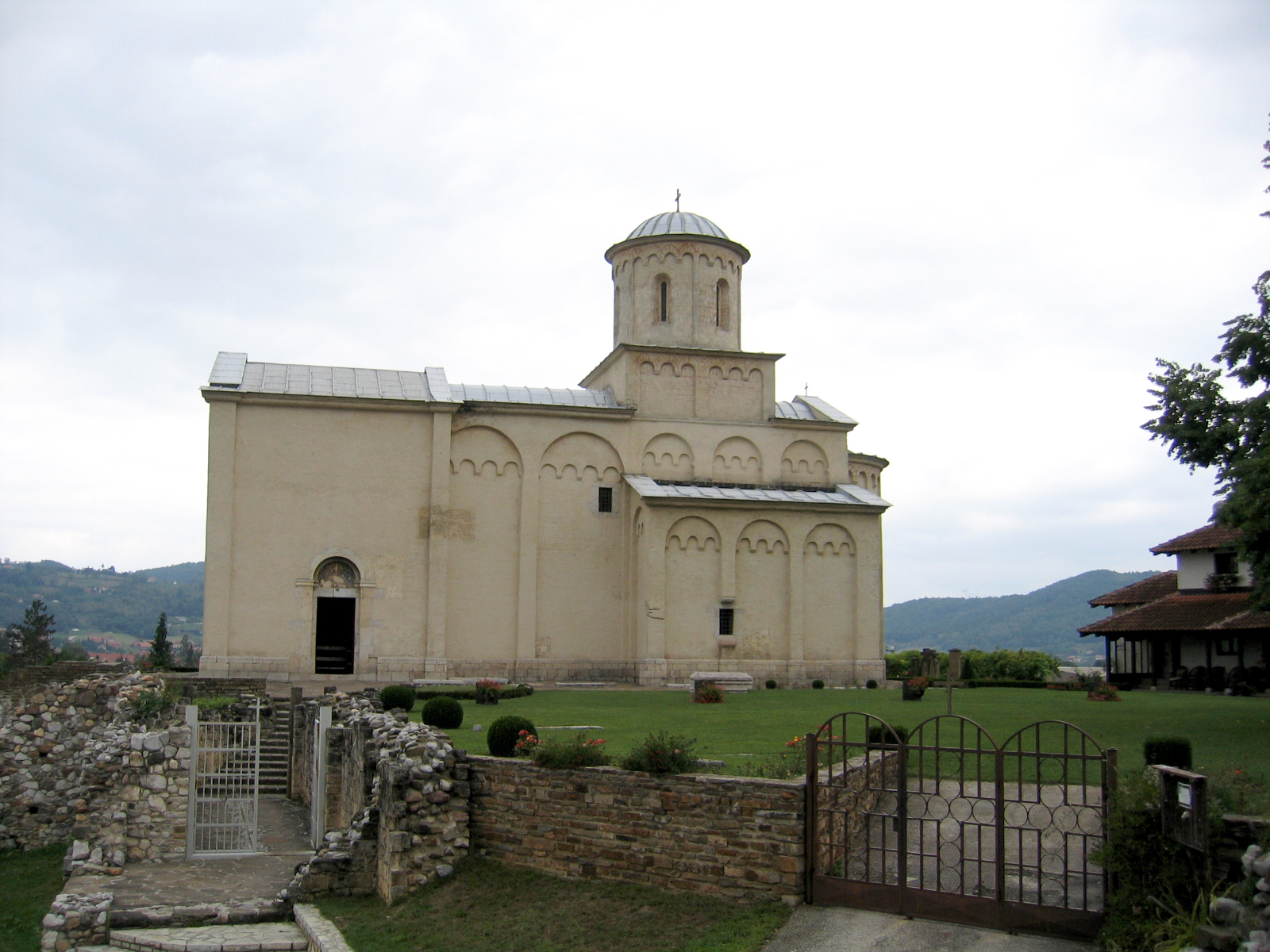
Церковь святого Ахилия в Ариле, кафедральный храм Моравичской епархии

Епи́скоп Мора́вичский (серб. Епископ Моравички) — титул викарного архиерея в Сербской православной церкви. Обладатель титула является помощником Патриарха Сербского. Обычно епископ не управляет «территориальной» епархией. Избрание викарного епископа осуществляет архиерейский Собор Сербской православной церкви.

## История
В 1219 году Савва (Неманич) провозгласил монастырь в Ариле, ранее Моравица, центром Моравичской епископии. Первый кафедральный собор моравичских епископов разрушен в XIII веке, новый построил король Стефан Драгутин в 1283—1286 годы при епископе Меркурии. Моравичская епархия упоминается вплоть до начала XIV века.
В конце XVII-начале XVIII века известна Моравичская и Ужичская (также именуемая «Арильская и Моравская») митрополия. В XVIII епископы, управлявшие этими землями, титуловались Валеквскими и Ужицкими, а ныне — Жичскими.
8 октября 1932 года Моравичкая кафедра была восстановлена как викариатство, когда архимандрит Викентий (Вуич) был избран викарием Патриарха Сербского с титулом Моравичский.

## Епископы Моравичские
- Викентий (Вуич) (20 ноября 1932 — 21 июня 1936)
- Платон (Йованович) (4 октября 1936 — 22 июня 1938)
- Дионисий (Миливоевич) (24 августа 1938 — 8 декабря 1939)
- Арсений (Брадваревич) (4 февраля 1940 — 20 мая 1947)
- Хризостом (Воинович) (15 июня 1947 — 12 июня 1951)
- Герман (Джорич) (15 июля 1951 — 3 июня 1952)
- Савва (Вукович) (23 июля 1961 — 1 июня 1967)
- Лаврентий (Трифунович) (16 июля 1967 — 30 марта 1969)
- Ириней (Гаврилович) (14 июля 1974 — 28 мая 1975)
- Ефрем (Милутинович) (17 сентября 1978 — 19 мая 1980)
- Савва (Андрич) (20 июня 1982 — 11 июня 1984)
- Лукиан (Пантелич) (1 июля 1984 — 18 мая 1985)
- Лонгин (Крчо) (20 октября 1985 — 14 сентября 1986)
- Ириней (Булович) (20 мая — 13 декабря 1990)
- Антоний (Пантелич) (23 июля 2006 — 11 марта 2024)
- Тихон (Ракичевич) (с 8 сентября 2024)